# کریستا آرو
کریستا آرو  (به استونیایی: Krista Aru؛ زادهٔ ۱ اوت ۱۹۵۸ – درگذشتهٔ ۲۵ فوریهٔ ۲۰۲۵) روزنامه‌نگار تاریخی، موزه‌شناس، سیاستمدار و نماینده مجلس اهل استونی بود.